# Батопорт
Батопо́рт (също ботапорт, от на френски: bateau-porte) е плаваща хидротехническа врата, обикновено служеща за затварянето на вход в док. За затваряне на дока батопортът се пълни с вода, при което той се потапя на дъното на дока и чрез специални издатини се законтря в стените и на дъното на дока.
При сухия док, колкото повече се изсушава докът, толкова по-плътно се притиска батопортът с праговете си към стените на дока вследствие разлики в налягането вътре и извън дока, възпрепятствайки по този начин притока на вода в дока.
Във военно време батопортът е най-уязвимият елемент на дока, тъй като изваждането му от строй прави самото съоръжение неизползваемо.